# Eulerhof

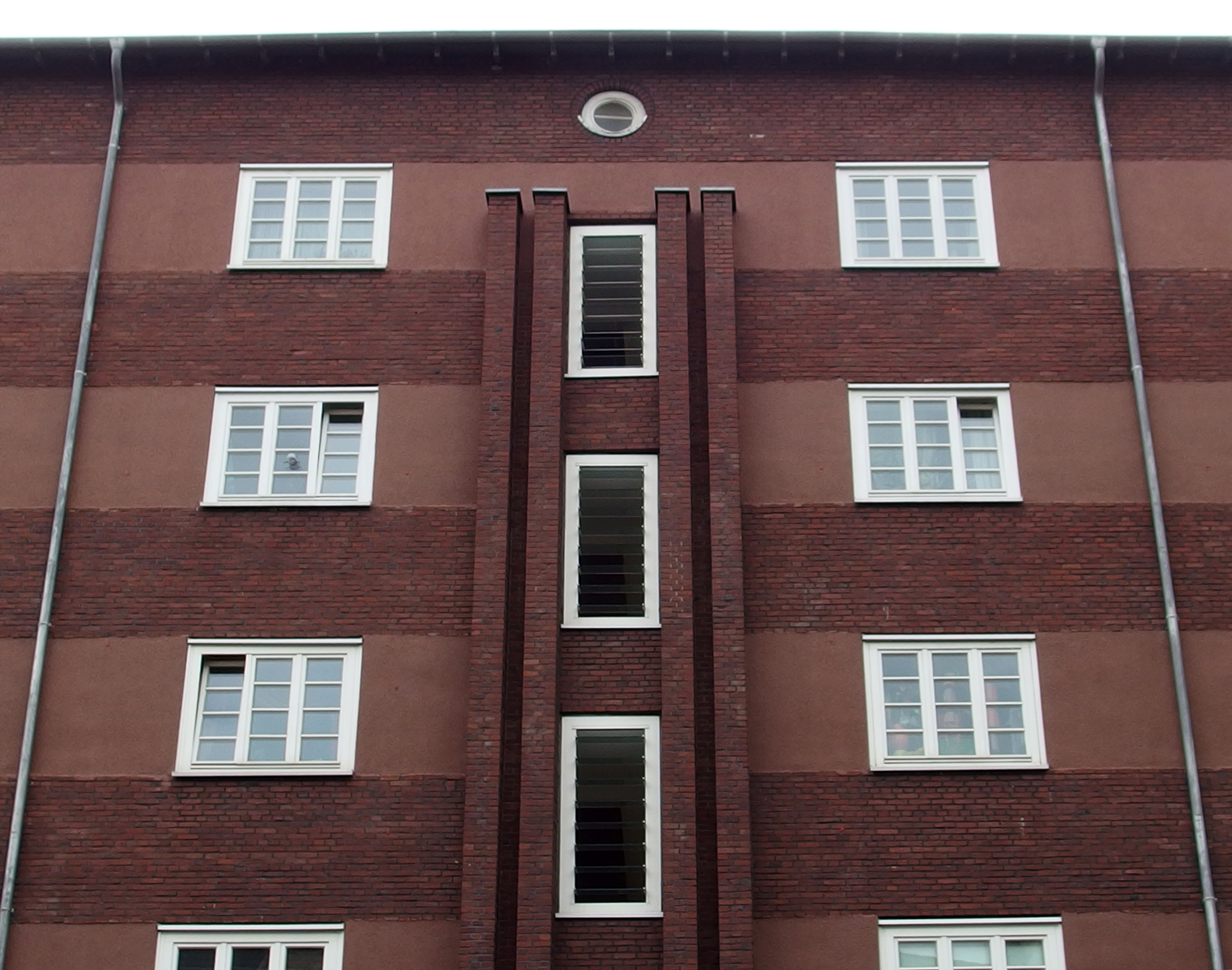
Fassade an der Lindenstraße

Der Eulerhof ist eine Mehrfamilienwohnhaus-Bebauung in Düsseldorf Flingern-Nord, Dorotheenstraße 42–60 / Lindenstraße 185–197 / Degerstraße 47–55. Sie wurde 1925–1926 erbaut und steht seit 1983 unter Denkmalschutz.

## Lage
Der Eulerhof bildet den nördlichen Teil einer geschlossenen Blockrandbebauung, die sich – mit teils älteren, teils jüngeren Gebäuden – südlich bis zur Flurstraße erstreckt. Die drei Flügel des Eulerhofs umschließen einen begrünten Innenhof, in dem sich Spielplätze und Versorgungseinrichtungen befinden. Der Innenhof wird auch durch eine doppelte Tordurchfahrt im Gebäudeflügel an der Lindenstraße erschlossen.

## Geschichte
Der Name „Eulerhof“ bezieht sich auf das hier bereits um 1850 bestehende Landhaus des Düsseldorfer Notars Joseph Euler, der sich im damals noch dörflichen und weit außerhalb Düsseldorfs gelegenen Flingern einen Sommersitz geschaffen hatte. Hier fanden sich an Sommersonntagen Maler und Musiker als Gäste ein, darunter auch Robert und Clara Schumann. Den Sommersitz erbte der Sohn Otto Euler, der die Tradition des Salons auf dem Eulerhof fortführte. Das Landhaus wurde später an die Stadt verkauft. Auch der Name der traditionsreichen (inzwischen dauerhaft geschlossenen) Gaststätte „Euler Hof“ im Haus Degerstraße 48 erinnerte an die Geschichte des Standorts.
Die vier- bis sechsgeschossige Wohnbebauung wurde in den Jahren 1925–1926 durch die Düsseldorfer Bürohausgesellschaft unter Leitung von Direktor Robert Meyer errichtet. Die entwerfenden Architekten waren Hermann vom Endt, dessen Sohn Walter vom Endt und Josef Kleesattel.

## Architektur

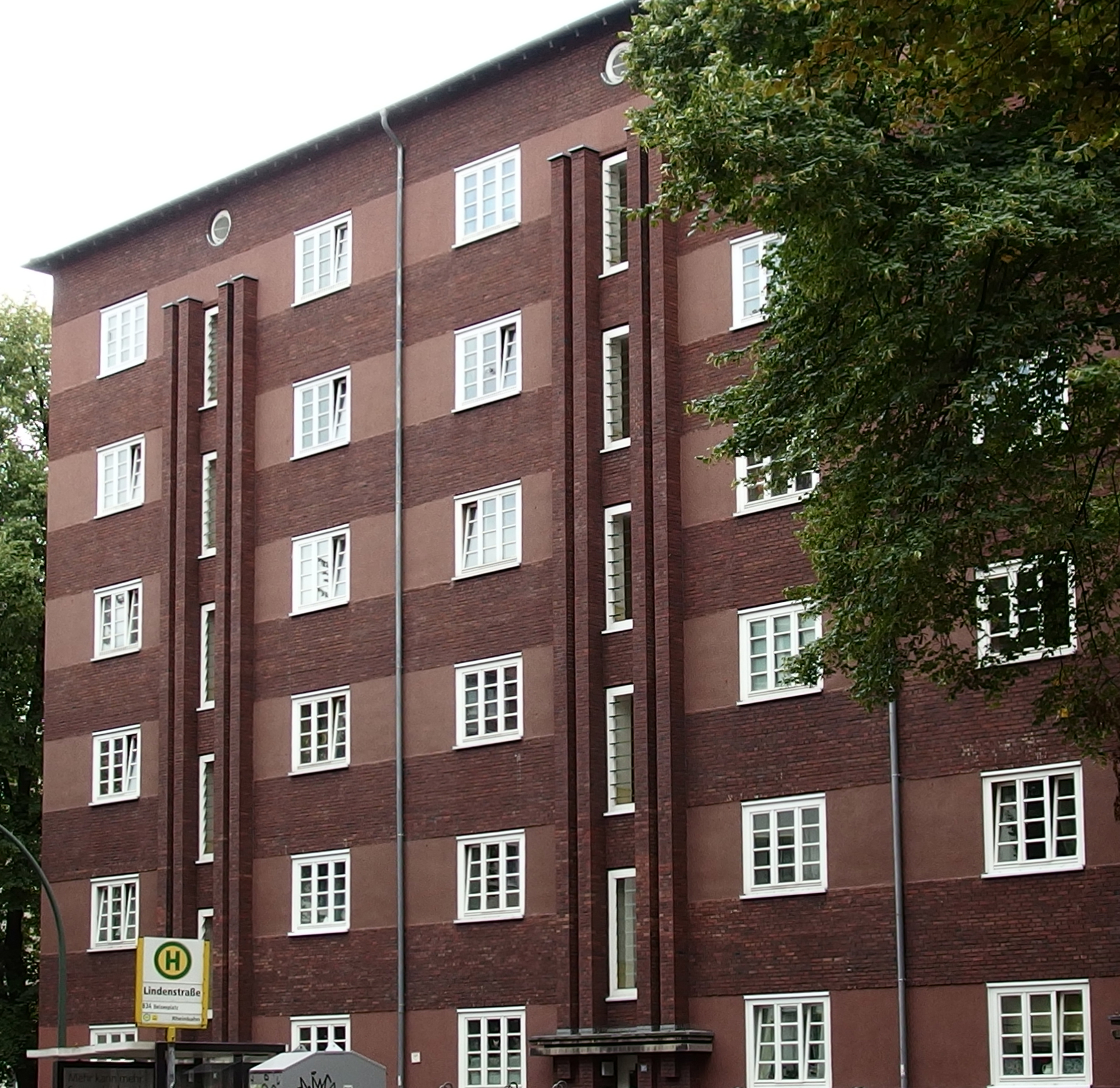
Fassade an der Lindenstraße

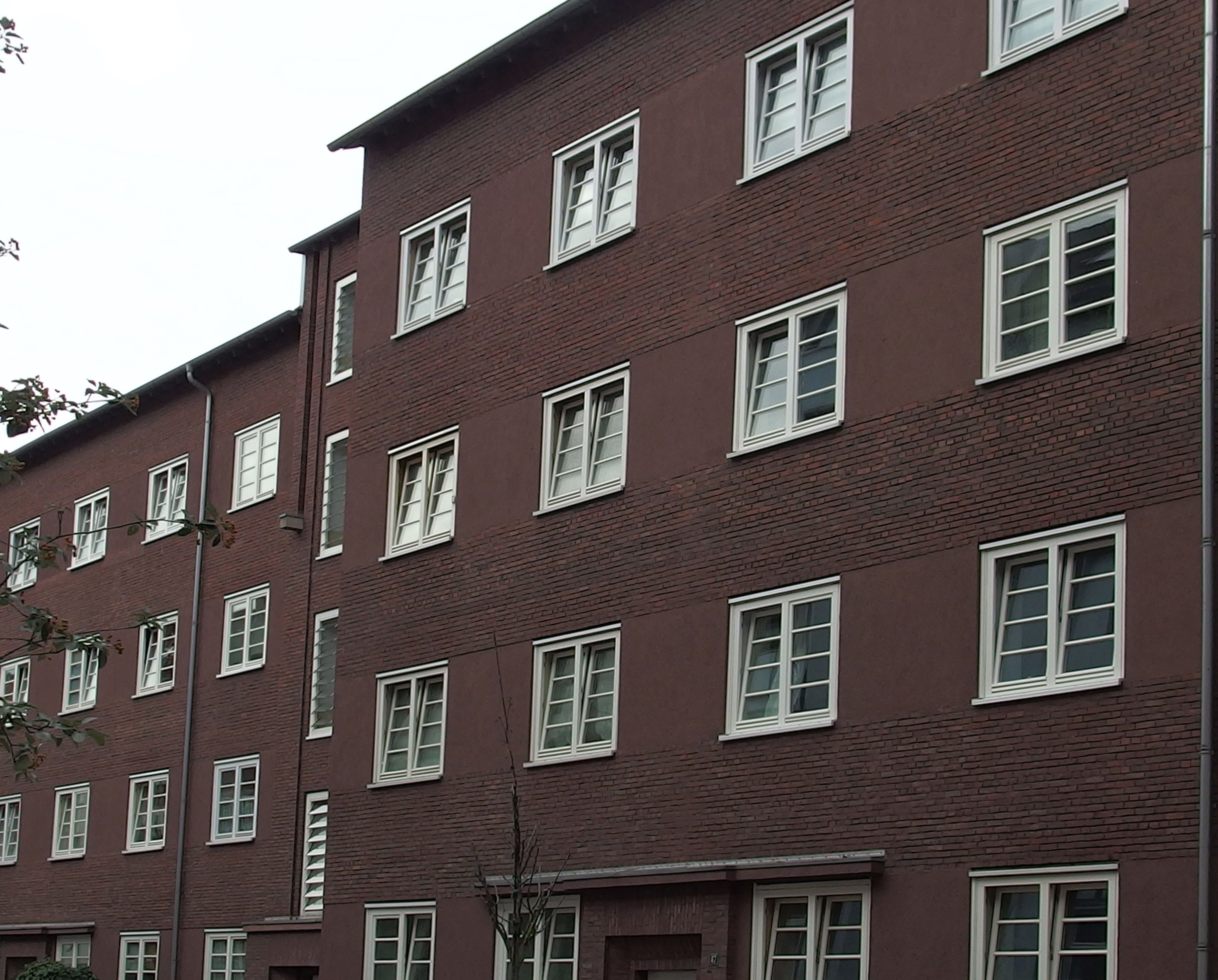
Fassade an der Degerstraße

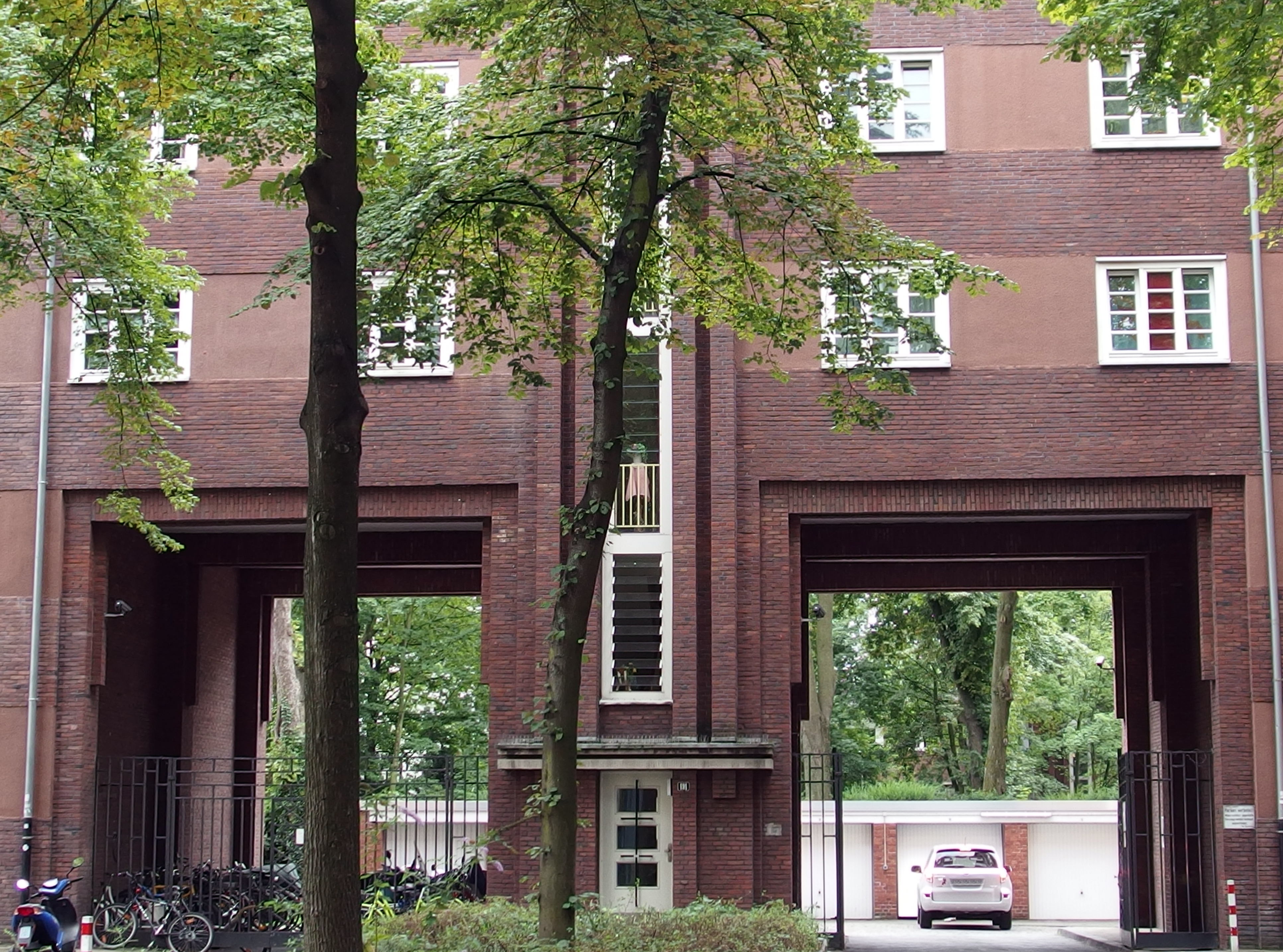
Tordurchfahrten an der Lindenstraße

Die Gestaltung der Anlage im Sinne des Backsteinexpressionismus wurde bereits in den 1920er Jahren als „großzügig“ und „monumental“ empfunden. Die einheitliche Gesamtwirkung der kubisch-strengen Architektur wird vor allem durch den Wechsel zwischen dem Backsteinmauerwerk und den horizontalen Putzbändern zwischen Sohlbank und Fenstersturz (heute in schlechtem Zustand) hervorgerufen, der dem gesamten Baukomplex eine ausgeprägte Horizontalbetonung gibt, die auch von den querrechteckig geteilten Fenstern unterstrichen wird. Lediglich die Treppenhäuser setzen mit ihren Wandvorlagen vertikale Akzente. An der Lindenstraße sind die stärker ausgeprägten Vorlagen paarweise angeordnet, hier werden die Treppenhäuser im 6. Obergeschoss durch kleine Rundfenster betont. An der Dorotheenstraße wurden die originalen Treppenhausfenster durch Glasbausteine ersetzt und damit die Fassade erheblich verändert.
Obwohl die klare, sachliche Linienführung den Baukörper prägt und auf den Einsatz von eigentlich für den Backsteinexpressionismus typischen Zierverbänden verzichtet wird, legten die Architekten dennoch besonderen Wert auf sorgfältig ausgeführte Mauerwerksverbände. Die maschinell produzierten und besandeten Backsteine mit bündigen Lager- und Stoßfugen wurden in einem eher seltenen Verband aus jeweils einer Binderschicht und drei Läuferschichten versetzt und leisten damit einen weiteren kleinen Beitrag zur Horizontalbetonung der Architektur.
Die Hauseingänge an der Lindenstraße werden durch Werkstein-Gebälke betont. Der ursprüngliche Zinnenkranz an der Traufe des viergeschossigen Bauteils über der Tordurchfahrt ist nur noch rudimentär vorhanden. Die horizontale Gliederung wird auch im Innenhof mit dem Wechsel von Backstein- und Putzbändern beibehalten. Die Putzbänder sind zum Teil in einem rotbraunen Farbton gehalten. Die Treppenhäuser im Innenhof der Wohnanlage sind dagegen einfach verputzt.
Die ursprünglich gestaffelten Flachdächer wurden durch Walmdächer ersetzt.
Im Eulerhof standen 225 Kleinwohnungen zur Vermietung, darunter 115 Zwei-Zimmer-Wohnungen mit 32,12 m² und 98 Drei-Zimmer-Wohnungen mit 45,2 m². Die Wohnungen besaßen ein WC, Wohnküchen sowie Loggien und entsprachen damit den damals angestrebten Neubaustandards. Die Wohnküche der Zwei-Zimmer-Wohnung war sogar größer als das Wohnzimmer angelegt. Querbelüftung trug zum Wohnkomfort bei, ebenso die Zentralheizung, eine mit Koks befeuerte Anlage im Innenhof. Diese bot höheren Brandschutz, Platzgewinn und größere Bequemlichkeit durch den Wegfall der Öfen in den Wohnungen, der Kohlenkeller und des Kohlentransports vom Keller in die Wohnungen – sowie geringere Rauch- und Rußemission. Heute wird der Eulerhof mit Fernwärme beheizt.
Im Innenhof lag eine Zentralwäscherei, in der jeder Mieter die Gelegenheit hatte, seine Wäsche zu waschen, zu trocknen und zu mangeln. Auch die der Wäscherei angegliederte Zentral-Badeanstalt trug zur Beliebtheit des Eulerhofs bei, sie war in Frauen- und Männerabteilung getrennt. Heute ist der Innenhof außerdem zum Teil mit Garagen bebaut und entspricht nicht mehr der ursprünglichen Konzeption.